# مزدک
مَزْدَک یا مزدک بامدادان اصلاح‌گر اجتماعی و کنشگر مذهبیِ ایرانی در زمان شاهنشاهی ساسانی بود. وی در دورهٔ پادشاهی قباد یکم فرقه‌ای مذهبی بنیان نهاد و به تبلیغ آن پرداخت. او مروج آیینی بود که تحت تأثیر باورهای مانی به‌ویژه باور «بوندوس» یا «زرتشت خورگان» قرار داشت؛ در واقع، می‌توان گفت فرقه‌ای که مزدک بسط و گسترش داد همان آیین بوندوس بود.
اوضاع ایرانشهر در زمان ترویج آیین مزدک نابسامان بود، و این کشور با بحران‌های اجتماعی، سیاسی و اقتصادی فراوانی دست‌وپنجه نرم می‌کرد. پیش از ظهور مزدک، قدرت شاه در مقابل قدرت طبقهٔ اشراف، روحانیون و صاحبان قدرت رو به افول گذارده بود. در برابر، قباد به حمایت از مزدکیان به‌منظور کاستن از قدرت اشراف و روحانیون دست یازید. این امر باعث همراهی مزدک و مزدکیان با پادشاهی قباد شد و اتحاد نوظهور قباد و مزدکیان از قدرت و نفوذ طبقهٔ اشراف، بزرگان و روحانیون به نفع شاهنشاه کاست. هم‌دلی قباد با مزدکیان سبب شد که آیین مزدک در تمامی قلمرو ایرانشهر بسط و گسترش یابد و حتی از مرزهای ایران نیز پا فراتر بگذارد و به شبه‌جزیره عربستان برسد. با این همه، قباد در اواخر پادشاهی خود از حمایت مزدکیان دست کشید و همین امر موجب قتل‌عام مزدک و مزدکیان به‌دست خسرو یکم شد. منابع تاریخی علل گوناگونی برای دشمنی خسرو انوشیروان با مزدکیان برشمرده‌اند؛ برخی منابع حمایت مزدکیان از به‌تخت‌نشاندن کاووس، برادر خسرو انوشیروان و پسر دیگر قباد، را علت اصلی این دشمنی دانسته‌اند.
به هر روی، باورها و آیین مزدک پس از قتل‌عام مزدکیان به یکباره نابود نشد، بلکه در قالب جنبش‌های جدیدی که برگرفته از آیین مزدک بود، ادامه یافت. از معروف‌ترین آن‌ها به جنبش بابک خرمدین یا جنبش خرمدینان می‌توان اشاره کرد. مورخان عقیده دارند که میان باورهای مزدکیان و اندیشه‌های افلاطون اشتراکاتی وجود دارد. وجه مشترک بین باورهای افلاطون و مزدک تنها مربوط به جامعه اشتراکی نیست، بلکه مزدک در زمینه‌های عرفانی و فلسفی هم از باورهای افلاطون تأثیر پذیرفته‌است. یکی از باورهای مزدک مشترک‌بودن زنان بود که در واقع نوعی اعتراض به حرمسراهای اشراف است. مزدک فردی صلح‌جو و مخالف جنگ و خون‌ریزی بود. گرچه جنبش مزدک شکست خورد، این جنبش توانست سرمنشأ اصلاحات در جامعه ساسانی آن زمان شود، هرچند هدفِ اصلاحاتی که خسرو یکم در پی سرکوب جنبش مزدکیان آغازید، بیشتر حفظ طبقه حاکم بود. در منابع مختلف از شخصیت مزدک برداشت‌های متفاوتی شده‌است، به عنوان مثال ادوارد گیبون از مزدک با نفرت یاد کرده‌است؛ فردوسی او را انسان خیراندیش معرفی کرده و در منابع پهلوی از او با عنوان ملحد بزرگ یاد شده‌است. برخی از مورخان مزدک را نخستین کمونیست نامیده‌اند، هرچند میان باورهای مزدک و باورهای کارل مارکس تفاوت بسیار دیده می‌شود.

## نام مزدک
نام مزدک در اغلب منابع قدیمی به‌صورت مَزدَک که مشتق شدهٔ از کلمهٔ «مزدا» است، آمده‌است. مزدک در زبان اوستایی یکی از صفات خداست. نام مزدک به شکل mašdakku ، بازتاب نام ایرانی باستان mazdaka  است. قدیمی‌ترین سندی که تا به حال یافت شده و در آن نام مزدک دیده شده مربوط به قرن هشتم ق. م در کتیبه‌های سارگن دوم شاه آشور است. این نام متعلق به سه تن از حاکمان مادی بوده‌است که در لشکرکشی‌های سارگن به ماد در سال‌های ۷۱۳ تا ۷۱۴ ق. م خراجگزار سارگن دوم بودند. امروزه نام مزدک فقط به صورت مزدک به فتح اول و سوم و سکون دوم تلفظ می‌شود اما اوتاکر کلیما در کتاب خود، یعنی تاریخچه مکتب مزدک، عنوان کرده که در تحقیقاتش با حداقل پانزده صورت مختلف از این نام برخورد کرده‌است. ابوریحان بیرونی در آثار الباقیه نام او را مَژْدَک نوشته‌است و مسعودی در التنبیه و الاشراف او را مَزدَق نامیده و در مروج الذهب و معادن الجوهر در یک قسمت مزدک و در جاهای دیگر مَزدَقیه آمده‌است. طبری نام مزدک را در ابتدا به صورت مزدک و در قسمت‌های دیگر گزارشش نام او را به صورت مزدق آورده‌است.

## نسب و پیشینهٔ مزدک
مزدک پسر بامداد بود. او در نیمهٔ دوم قرن پنجم، یعنی در دوران پادشاهی قباد، می‌زیست و در بین سال‌های ۴۸۸ تا ۵۳۱ م. در دوران پادشاهی قباد یکم به تبلیغ آیین خود پرداخت. مورخان عرب، نام پدر او را متفاوت نوشته‌اند به‌طوری که برخی از مورخان مانند دینوری نام پدر او را مازیار و ابن مسکویه قامارد و ابوریحان بیرونی همدادان نوشته‌اند و در منابع پهلوی او را مزدک بامدادان، یعنی مزدک پسر بامداد، نوشته‌اند؛ باید در نظر داشت الف و نون نوشته‌شده در انتهای بامدادان الف و نون ابوت است و نباید با الف و نون جمع اشتباه گرفته شود. در نتیجه باید نام و اصل و نسب صحیح مزدک را مزدک بامدادان، یعنی مزدک پسر بامداد، دانست. بنا بر گزارش طبری مزدک از اهالی شهر المذریه یا مازاریا که در سمت چپ دجله در کوت العماره امروزی واقع شده‌است، بود. این شهر تا قرن ۹ م. مسکن نجیبان ایرانی بود. ابوریحان بیرونی او را اهل نسا شهری در خراسان بین مرو و سرخس دانسته‌است و دینوری او را از اهالی اصطخر پارس معرفی می‌کند. برخی دیگر او را از اهالی پسا شهری در فارس دانسته‌اند. در کتاب روایات داراب هرمزدیار او را اهل هند می‌خواند. در کتاب تبصرة العوام او را اهل آذربایجان و زادگاهش را تبریز گفته‌است. برخی دیگر او را اهل نیشابور می‌دانند. در تحقیقات جدید، فرانتس آلتهایم مزدک را اهل خوارزم نامیده‌است.

## ایران در آستانهٔ ظهور مزدک
در زمان پیدایش و سپس اوج گرفتن جنبش مزدکیان ابتدا باید به توسعه و رشد بی‌سابقهٔ شهرنشینی در ایران به خصوص رشد شهر-کشور مدائن توجه کرد، چرا که توسعه شهرگرایی در مدائن باعث به وجود آمدن اختلاف طبقاتی در آن و در نتیجه درگیری‌های سخت طبقاتی در این شهر شد. در اوج جنبش مزدکیان، درگیری‌های طبقاتی در دو جبهه در شهر مدائن شایع شده بود؛ نخست بین گروه‌های مختلف اشراف که هر یک در تلاش بودند به قدرت دست یابند، دودیگر بین گروه‌های پایین اجتماعی که در معرض بهره‌کشی‌های شدید قرار داشتند.

### دین
ساسانیان برای جلوگیری از توسعه طلبی‌های روم و همچنین برای ایجاد شرایط مناسب برای بازرگانی نیاز به وحدت سیاسی، نظامی و مذهبی داشتند. بنابر سنت هخامنشیان اتحاد و وحدت دین و دولت می‌توانست قدرت عظیمی در اختیار حکومت ساسانیان قرار دهد. بر اساس زندگینامه اردشیر بابکان، خاندان ساسانی از همان ابتدای پادشاهی آیین زرتشت را به‌عنوان دین رسمی مورد حمایت قرار می‌دادند. با این حال، بر اساس سنگ‌نبشته کرتیر می‌توان دانست که در شاهنشاهی ساسانی اعتقادات مذهبی گوناگونی رواج داشته‌است، اما هدف شاهان و موبدان تقویت و گسترش دین زرتشتی در سراسر شاهنشاهی بود. در نتیجه ایشان در ایجاد فشار بر اقلیت‌های مذهبی تردیدی نداشتند. در دین زرتشتی زمان ساسانیان آثار تجملی و مراسم پیچیده بسیاری دیده می‌شد. شخصیت شاه-موبد در دوره حکومت ساسانیان به‌طور مداوم از ارزش بسیاری برخوردار بود، حتی خسرو انوشیروان نیز شاه-موبد بود. همچنین موبدان در زمان ساسانیان مقام مهمی داشتند، آنان در زندگی مردم عادی به خصوص افراد ساده دخالت می‌کردند. بنا بر گفتهٔ کریستن‌سن قدرت دستگاه دینی زرتشتی بالاتر از قدرت شاهنشاه بود و موبدان به نام آیین دینی مردم را استثمار می‌کردند. مراکز مذهبی از ثروت هنگفتی انباشته شده بود، این در حالی بود که نیروهای مذهبی با هر گونه کار عمرانی مخالف بودند. ظهور مذهب مانی در زمان ساسانیان و اقبال گسترده مردم به این آیین جدید نشان دهندهٔ نارضایتی عامه مردم از آیین زرتشتی بود. مذهب مانی که از قید مراسم‌های پیچیدهٔ دین زرتشتی رها بود مورد استقبال مردم قرار گرفت. در کنار آیین زرتشتی، مسیحیت در قرن سوم و چهارم میلادی تا اندازه‌ای در ایالات ایران رواج یافته بود. پس از آنکه مسیحیت دین رسمی روم شد، تعقیب و آزار مسیحیان در ایران ساسانی آغاز گردید. دربارهٔ تعداد یهودیان ساکن در شاهنشاهی ساسانی اطلاعات دقیقی در دست نیست، اما از آنجا که مراکز آنان در بین‌النهرین قرار داشته مسلماً در ایران ساسانی نیز این دین رواج داشته‌است. به جزء دورهٔ کوتاه ناامنی و فشار بر یهودیان در دوره اردشیر بابکان، آنان از زمان شاپور یکم و در پی تفاهمی که میان شاه با پناهندگان و خاخام‌های یهودی به صورت گرفت، شرایط یهودیان بهبود یافت به‌طوری که در زمان شاپور دوم و در جنگ‌های بین شاپور دوم و روم، یهودیان برخلاف مسیحیان به ایران وفادار ماندند. با این حال، احساسات ضدیهودی در بین عامه مردم در مقطعی بالا گرفت. علت آن بود که دو موبد زرتشتی به به‌دست یهودیان به قتل رسیدند. این امر موجب شکنجه و کشتار شدید یهودیان شد؛ این کشتار در شهر اصفهان که مسکن بسیاری از یهودیان بود شدت بیشتری داشت و تا زمان قباد ادامه یافت.

### موقعیت زنان
از آثار بجا مانده از کتاب‌های دینی و قطعات پراکنده از نوشته‌های حقوقی می‌توان به مجموعه‌ای از مقررات منظم و استوار حقوقی که موقعیت زنان را در دوران ساسانیان معین می‌کرده‌است، پی برد. تعداد زنانی که یک مرد می‌توانست اختیار کند، مرز نداشت. شاهان، بزرگان و بسیاری از اشراف حرمسراهای بزرگی معروف به شبستان داشتند. زنان، هم از لحاظ حقوقی و هم از نظر شخصیتی یک کالا محسوب می‌شدند و درست در طبقهٔ بردگان قرار داشتند، و در همهٔ موارد اسیر قدرت رئیس خانواده بودند. در خانهٔ پدری و در خانهٔ شوهر همواره زیر دست شوهر یا پدر بودند و پس از مرگ آن‌ها تحت کنترل جانشین رئیس خانواده قرار می‌گرفتند. دختران بنا بر مقررات قانونی باید در ۱۵ سالگی ازدواج می‌کردند. تعدد زوجات اثر نامطلوبی بر اوضاع خانوادگی ایرانیان می‌گذاشت، واضح است که تعدد زوجات بیشتر در طبقات بالای اجتماع رخ می‌داد زیرا فقط اعیان و اشراف قادر به نگهداری زنان متعدد بودند. فقط کدبانو و فرزندانش حق استفاده از ارث را داشتند و زنان موقت و فرزندانشان هیچ حقی بر ارث نداشتند. جمعیت زیاد زنان در حرمسراها برای تودهٔ مردم دشواری‌های بسیاری به بار می‌آورد؛ این امر موجب کمبود زن و اغتشاشات خطرناکی در میان طبقات پایین اجتماع می‌شد. شاهان می‌کوشیدند از طریق اسکان اسیران جنگی این مشکل را حل کنند. قباد در جنگ با بیزانس اسیران بسیاری را به ایران آورد.

### اوضاع سیاسی، اقتصادی، و اجتماعی ایران
کشاورزی منبع اصلی درآمد ایران عصر ساسانی بود. برزگران و روستاییان به‌شدت مورد بهره‌کشی قرار می‌گرفتند. پایه‌های اقتصادی دولت ساسانیان مبتنی بر مالیات و خراج بود و وضع مالیات و خراج در دوره ساسانی ارتباط نزدیکی با جنگ و طبقات اجتماعی داشت چنان‌که سنگینی مالیات بیشتر از همه متوجه طبقات پایین اجتماع بود. در سال‌های پادشاهی پیروز و قباد حوادث طبیعی گوناگونی گریبان‌گیر مردم شد، به‌طوری که قحطی‌های پی‌درپی و کمبود محصول توده‌های مردم را دچار فقر کرد. قباد و پدرش تلاش کردند با دادن تسهیلات به مردم قحطی‌زده کمک کنند، اما اوضاع اقتصادی ایران در آن دوران به‌شدت دچار بحران شده بود. بنا بر نقل قول راوندی روستاییان در بدترین شرایط قرار داشتند. برای اولین بار در اواخر قرن ۵ م. در دوران پادشاهی پیروز اول و سپس قباد رعایای زمین‌های بزرگ به‌دلیل گرسنگی از کار روی زمین فرار کردند که این مسئله موجب انتقال جمعی روستاییان به شهرهای بزرگ کشور شد، و ایجاد شکل‌های تازه‌ای از مناسبات اجتماعی-زمین‌داری و انهدام بخش‌های از جماعات روستایی را رقم زد. در واقع نهضت مزدک، هم بر ضد استمرار بزرگ‌مالکی و هم بر ضد برده‌داری بود. جنبش مزدک در دوران اولیهٔ بزرگ‌مالکی در ایران و زمانی که فشار به عامهٔ مردم زیاد شده بود، ظهور کرد، و سبب پیوستن توده‌های عظیمی از روستاییان به این نهضت شد. شکست پیروز در جنگ با هپتالیان در شمال شرقی ایرانشهر، کشته‌شدن او در این جنگ، خراج‌گزارشدن ایرانیان به ترکان برای اولین بار در تاریخ ایران، روابط سیاسی خصمانه با ارمنستان و بیزانس، شورش اعراب و حمله آنان به ایران، شورش قبایل کاسی و تموری‌ها و شکست سپاه ایران از ارمنی‌ها، همگی نشان‌دهندهٔ شرایط آشفتهٔ سیاسی ایران در آن دوران بودند. وضع اقتصادی ایران در شرایطی قرار گرفته بود که قباد برای اولین بار از دولت بیزانس تقاضای وام کرد. اختلاف‌های داخلی در آن دوران کار را به جایی کشاند که قباد از پادشاهی برکنار شد و مدتی در زندان اسیر ماند. از دیگر نشانهٔ بی‌ثباتی وضع اجتماعی ایران در آن دوران می‌توان به کشته‌شدن سوخرا از نجبای بزرگ و تأثیرگذار آن عصر اشاره کرد.

## مزدک و قباد

### به پادشاهی رسیدن قباد

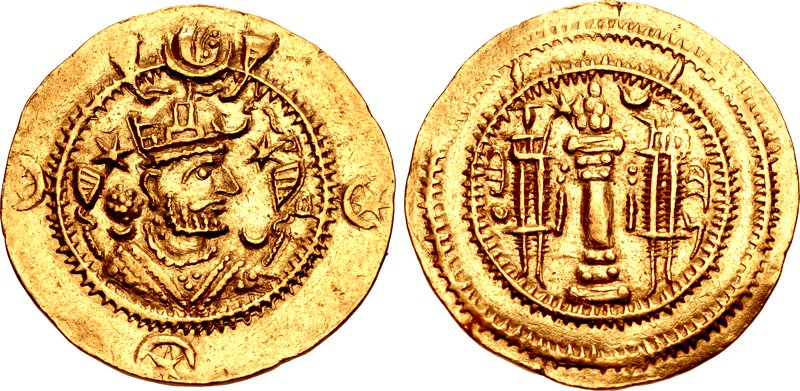
تصویر قباد یکم بر روی سکه.

عظمت و شکوه شاهنشاهی ساسانی در حدود سال ۴۹۰ میلادی رو به افول گذارده بود؛ پیروز در جنگ با هپتالیان کشته شده و به ایران صلح‌نامهٔ تحقیرآمیزی تحمیل شده بود؛ بلاش برادر پیروز که به جای او بر تخت پادشاهی نشست، نیز نتوانست با روحانیونی که با اشراف و بزرگان هم داستان شده بودند، به توافق برسد. به‌دلیل خالی‌بودن خزانهٔ سلطنتی در همراه‌کردن سپاهیان نیز ناتوان بود. در نتیجه، روحانیون و بزرگان او را کور و از پادشاهی برکنار کردند و پسر پیروز، یعنی قباد، را در سال ۴۸۸ م. به تخت شاهی نشاندند. بنا بر نوشتهٔ دینوری، سوخرا قباد را به پادشاهی رساند. از قول طبری نقل شده که سوخرا متعلق به یکی از خاندان‌های اشرافی عصر ساسانی بود. قباد وقتی به پادشاهی رسید بسیار جوان بود. این کم‌سنی شاه باعث اغتشاش در کشور و دخالت طبقهٔ اشراف و روحانیت در امور کشور شد؛ ظاهراً ظلم و ستمی که این طبقه بر مردم روا می‌داشتند، بسیار بوده‌است. قباد می‌دانست که اگر برخلاف نظر طبقهٔ اشراف، روحانیون و سوخرا کاری انجام دهد مانند عمویش کور می‌شود؛ بنابراین منتظر فرصت ماند تا از قدرت این طبقه بکاهد، ظهور مزدک و همراهی تودهٔ مردم با او این فرصت را در اختیار قباد قرار داد.

### حضور مزدک در دربار قباد
شروع فعالیت مزدک و پیروانش از سال ۴۹۴ م. آغاز شد. چون قباد در پی کاستن از قدرت اشراف بود، از آنان حمایت کرد. اما دربارهٔ چگونگی حضور مزدک در دربار قباد در نوشته‌های منابع قبل از فردوسی اطلاعاتی در دست نیست، در واقع نویسندگان منابع قبل از او در این باره سکوت کرده‌اند.
فردوسی دربارهٔ اولین حضور مزدک در دربار قباد می‌نویسد.
| بیامد یکی مرد مزدک بنام   |  | سخنگوی با دانش و رای و کام |
| گرانمایه مردی و دانش فروش |  | قباد دلاور بدو داد گوش     |

 فردوسی نخستین حضور مزدک در دربار قباد را مربوط به سالی می‌داند که در ایران و در دوران پادشاهی قباد خشکسالی رخ داده بود. یکی از فعالیت‌های مزدکیان شورش در مدائن بود. خشکسالی‌ای که در زمان قباد رخ داد، بهانهٔ انجام این شورش بود؛ حدود ۱۰ سال پس از پادشاهی قباد حملهٔ ملخ‌ها و خشکسالی وسیع و سختی کشور ایران را دربرگرفت که خاطرات خشکسالی ۷ سالهٔ زمان پیروز را که در طی آن مردم بسیاری تلف شده بودند، یادآوری می‌کرد؛ مقدسی در کتاب البداء و التاریخ قحطی آن سال‌ها و سیاست پیروز را چنین نوشته‌است «... پیروز در آن قحط‌سالی به تمام کارگزاران و والیان در گیلان و بنداران نامه نوشته و فرمان داد تا آنچه در خزائن هست میان مردم تقسیم کنند و در معاش مردم حسن تدبیر به کار برود...» در نتیجه، در زمان قحطی دورهٔ قباد، مزدک تاراج انبارهای مدائن را مناسب دید و در مباحثه‌ای که با قباد داشت، فرمان و اجازهٔ غارت انبارهای کسانی را که دست به احتکار غلات زده بودند، گرفت. ظاهراً شورش و غارت فقط در مدائن نبود بلکه به نواحی دیگر نیز سرایت کرد، اما رفتار مزدکیان در زمان غارت انبارها بسیار معقولانه بود و بنا بر قول فردوسی آنان حاضر بودند قیمت گندم‌ها را تا ده برابر بپردازند. البته نظام‌الملک نیز در کتاب سیاست نامه بدون ارائه سندی در این باره، شرح مفصل و افسانه‌گونهٔ را بیان کرده که خلاصه آن به این صورت است «مزدک چون ستاره‌شناس خوبی بود از حرکت ستارگان متوجه شده بود که فردی ظهور خواهد کرد که دین‌ها دیگر را باطل می‌کند و خواست که آن فرد او باشد، به دربار پادشاه رفت و درصد فریب قباد و بزرگان برآمد او به غلام خود دستور داد در مکانی مخفی شود و در موقع لزوم سخن بگوید، مزدک در میان شاه و بزرگان ادعای پیامبری می‌کند و معجزه خود را سخن گفتن آتش بیان می‌کند».

### انگیزهٔ قباد برای پذیرش دین مزدک
با نگاهی کلی به منابع تاریخ ایران، به ویژه منابع دوران اسلامی که بر اساس منابع دوران ساسانیان نوشته شده‌اند، چند نظریه دربارهٔ علل گرویدن قباد به مزدک مطرح شده‌است. بر اساس این منابع، یکی از دلایل حمایت قباد از مزدک، تمایل او به زنان عنوان شده که از طریق آیین جدید او می‌توانست به خواستهٔ خود برسد. بلعمی عقیده دارد که قوانین مزدک دربارهٔ زنان علت پیروی قباد از آیین او بود. وی در این باره آورده‌است «قباد به زنان میلی بود، بدو گروید و او را دست قوی کرد و زن هر کسی که خواستی برگرفتی».شهرستانی نیز با استناد به همین فرضیه‌ها دلیلی مشابه با بلعمی بیان کرده‌است. بلعمی در این باره بیان کرده‌است علت پیروی قباد از مزدک این بوده‌است که در آیین او قانون جدیدی راجع به زن وجود داشت و قباد از این امر خشنود شده بود، چرا که او به زنان میل زیادی می‌داشت. حتی نویسندهٔ گمنام کتاب مجمع التواریخ و القصص نیز دلیلی مشابه دلیل بلعمی و شهرستانی در علت حمایت قباد از مزدک بیان کرده‌است. در برخی دیگر از منابع نوشته شده‌است که خودِ قباد ایرانیان را به آمیزش جنسی مشترک با زنان خود دعوت می‌کرد. در برخی دیگر از منابع، نظر دیگری نیز دربارهٔ دلیل حمایت قباد از مزدک بیان شده‌است. این دلیل، ترس و وحشت شاه از مزدک و مزدکیان دانسته شده‌است، چرا که شواهد تاریخی نشان می‌دهند آیین مزدک مورد حمایت همگانی تودهٔ مردم بود و در واقع بهترین سیاست در جهت حفظ پادشاهی حمایت از مزدکیان می‌نمود. ثعالبی در کتاب غرر اخبار ملوک الفرس و سیرهم در تکمیل این نظر نوشته‌است که «قباد از روی ترس پیروی از مزدک را پذیرفت زیرا مزدک دستور داد تا بینوایان انبارها را غارت کنند و قباد توانایی جلوگیری آنان را نداشت… مزدکیان او را تهدید کردند که اگر پیرو باورهای ایشان نشود وی را چون گوسفندی سر خواهند برید…» اما ابوریحان بیرونی در کتاب آثار الباقیه دلیل پیروی قباد از جنبش مزدکیان را این‌گونه بیان کرده‌است: «قباد بدو ایمان آورد و برخی از ایرانیان بر این عقیده‌اند که قباد در ایمان به مزدک ناچار مضطر بود؛ چه از کثرت پیروان او بر شاهی خود می‌ترسید…» اما برخی دیگر از منابع این نظر را مطرح می‌کنند که علت حمایت قباد از مزدک، علاقهٔ قلبی قباد و تمایلات دینی و اخلاقی و اصول فکری مزدک بود؛ خواجه نظام الملک معتقد است که قباد با علاقهٔ قلبی آیین مزدک را پذیرفت. میرخواند در روضة الصفا معجزهٔ سخن گفتن آتش به‌واسطه مزدک را دلیل قبول آیین مزدک توسط قباد بیان کرده و حمزه اصفهانی در کتاب تاریخ سنی ملوک الارض و الانبیاء آینده‌نگری قباد را دلیل حمایت قباد از مزدک بیان کرده‌است. در بین تحقیقات معاصر نظریات مختلفی در این باره مطرح شده‌است، مثلاً کریستنسن معتقد است که قباد در ابتدا یکی از باورمندان دلدادهٔ آیین مزدک بوده و نولدکه معتقد است که علت حمایت قباد از مزدک برای سرکوب قدرت اشراف بوده‌است. دیاکونوف معتقد است که گرویدن قباد به مزدک صرفاً یک بازی سیاسی بوده چرا که وقتی او فرمان قتل سیاوش را که سبب آزاد شدنش از زندان شده بود، به جرم انحراف از دین امضاء و به مرگ محکوم کرد، نشان دهنده این است که ارتباط قباد با مزدک و مزدکیان صرفاً یک بازی سیاسی بوده‌است. هانری ماسه در این باره معتقد بود که علت گرویدن قباد به مزدک و مزدکیان این بود که او به بهانه خشکسالی می‌توانسته به اصلاحات عمیقی در زمینهٔ مالیات اراضی دست بزند؛ پیگولوسکایا باور دارد که «وی بلاشک مشتاق تعالیم مزدک شده و آن را به‌عنوان یک دین نو پذیرفته بود». همچنین مطالعات جدید به اهداف سیاسی قباد اشاره کرده‌اند و معتقدند دلیل اصلی قباد برای قبول‌کردن دین مزدک، کاستن از قدرت طبقهٔ اشراف و بزرگان و روحانیون بوده‌است؛ همچنین معتقدند که جنبش مزدک فرصتی در اختیار قباد قرار داد تا از قدرت و نفوذ این طبقه بکاهد، محمد بن جریر طبری با ترسیم آن روزگار به‌خوبی درستی این نظر را نشان داده و نوشته‌است «چون بیشتر روزگار قباد سپری شد و تدبیر ملک به دست سوخرا بود مردم به او گرویدند و قباد را سبک گرفتند و قباد تحمل این نکرد و بدان رضا نداد… او را زندانی و کشت». این را که قباد قلباً پیام مزدک را قبول کرده یا نه، نمی‌توان با یقین کامل جواب داد، اما او با کمک جنبش مزدک توانست قدرت طبقات بالا را بسیار کم کند، چرا که در منابع و متون زرتشتی که توسط روحانیون سرسخت مخالف اصلاحات قباد نوشته شده‌است این دوره، دوران آشوب معرفی شده، دوره‌ای که زنان به همگان تعلق داشتند و هیچ‌کس دیگر تبار و اصل و نسب خود را نمی‌شناخت.

### کمک‌های قباد
بنا بر روایت فردوسی در شاهنامه پس از گرویدن قباد به آیین مزدک بر تعداد مزدکیان هر روز افزوده می‌شد. قباد دین مزدک را نه‌تنها بین مردم سرزمین خود رواج داد، بلکه در مناطق تابع کشور ایران مثل اعراب نجد و حجاز نیز به گسترش آن دست زد. قباد برای این کار به منذر بن منذر، عامل خود در عربستان، دستور داد آیین مزدک را بپذیرد و هنگامی که او این خواستهٔ شاه را نپذیرفت، قباد از حارث بن عمور، رئیس قبیلهٔ کنده، خواست با قبول آیین مزدک، اعراب نجد و حجاز را به قبول آیین مزدک وادار کند. در این زمان حتی آیین مزدک به ارمنستان نیز رسیده بود. در همین زمان بود که بسیاری از حکمرانان ایالت‌ها به مذهب مزدک گرویدند. از مهم‌ترینِ این افراد پسر بزرگ قباد، یعنی کیوس حاکم طبرستان، بود. این موضوع نشان می‌دهد آیین مزدک در آن زمان از یک آیین منحصر به طبقهٔ فرودست و فقیر خارج شده و شیوع کامل یافته بود.

### پادشاهی دوبارهٔ قباد
قباد در ابتدا بنا بر دلایلی که ذکر شد با مزدک و پیروانش مساعدت و همراهی بسیاری داشت، تا اینکه در سال نهم یا دهم پادشاهی‌اش بنا بر فتوای موبدان مبنی بر جلوگیری از فتنه، از پادشاهی برکنار شد و به زندان افتاد و برادرش جاماسپ به جای او به پادشاهی رسید. پس از آن‌که قباد برای بار دوم به پادشاهی رسید دشمنان خود را قلع و قمع کرد، اما اطلاعاتی در دسترس نیست تا به‌درستی روشن شود که او این بار تا چه اندازه‌ای در حمایت از آیین مزدک کوشید. از شواهد به جا مانده مانند گذشتن از جاماسب و زنده نگه داشتن او، می‌توان استنباط کرد که قباد به اصول نظریه‌های مزدک پایبند بود، اما حمایت چندانی از مزدک و مزدکیان نکرد. برای قبول این مسئله می‌توان به لشکرکشی سال ۵۰۲ م. قباد به روم اشاره کرد که در این لشکرکشی طبقه اشراف و بزرگان و سپاهیان، قباد را همراهی می‌کردند. با اینکه قباد از مزدک و مزدکیان حمایت نمی‌کرد، اما مانع کار آنها هم نمی‌شد. نتایج نشر و گسترش آیین مزدک موجب ترس و هراس شاه شد، قوانینی که قباد برای عملی کردن افکار مزدک در دورهٔ نخست پادشاهی خود وضع کرد به شکل انقلابی بود. در طول پادشاهی جاماسب و در هنگام کنار زده شدن قباد از پادشاهی، دین مزدک گسترش کمتری داشت اما افکار و باورهای اشتراکی این آیین در ذهن مردمانی که قرن‌ها در رنج به سر می‌بردند ماندگار و پیشرفت کرده بود؛ نارضایتی‌ها شدت یافته و همه جا بر ضد اشراف آشوب به پا شده بود، این تجاوزها بر ضد اشراف به اندازهٔ زیاد بود که خسرو انوشیروان در نخستین سال‌های پادشاهی‌اش مجبور شد برای جبران خسارت‌های ناشی از آن اقداماتی انجام دهد. این آشوب‌های اشتراک‌گرایان سبب ضعف حکومت ایران شده بود، اما مانع از جنگ‌های قباد با روم نشد. آیین مزدک به اندازه‌ای گسترش یافته بود که مزدکیان برای روحانیان خود نیز سلسله‌مراتب ایجاد کرده بودند. ذکر این نکته که قباد برای جانشینی خود خسرو اول را بر کاووس، پسر بزرگترش، —که ولیعهد او و مورد حمایت مزدکیان نیز بود— ترجیح داد، نشان می‌دهد که چقدر عقیدهٔ قباد با هم‌کیشانش فرق کرده‌است. شاید قباد گمان می‌کرده‌است که با گسترش آیین مزدک توارث سلطنتی نیز از بین برود. در سال ۵۱۹. م مسئله انتخاب جانشین برای قباد یکم مطرح شد، و مزدک و مزدکیان برای به پادشاهی رساندن کیوس تلاش فراوانی کردند، چراکه مسئلهٔ جانشینی قباد یکم برای مزدکیان برابر بود با برقرار ماندن یا نابود شدن آیین آنها. مزدکیان با خواسته شاه مخالفت کرده و با گستاخی از پسر بزرگ قباد که ولیعهد هم بود حمایت کردند، اما دربار و روحانیون و اشراف از خسرو یکم که فرزند کوچکتر قباد و ضد مزدکی بود، پشتیبانی کردند؛ کیوس یا کاووس مورد حمایت مزدکیان به جنگ با خسرو یکم رفت، اما در جنگ مغلوب شد و خسرو یکم به‌عنوان پادشاهی ضدمزدکی به سلطنت رسید. قباد که تا آن موقع تا جایی که ممکن بود، نسبت به هم‌کیشان خود اصل مدارا را رعایت می‌کرد، رفته‌رفته از آنان روی گرداند و در آخر طرفدار روحانیان زرتشتی شد. در نهایت، در سال ۵۲۰ م. تغییر رفتار قباد با مزدک و پیروانش نمایان شد.

## مزدک و خسرو انوشیروان

### به پادشاهی رسیدن خسرو یکم
خسرو اول فرمانروایی خود را زمانی آغاز کرد که هنوز پدرش بر سر کار بود. پس از مرگ قباد اول، پسرانش بر سر جانشینی با یکدیگر اختلاف پیدا کردند. نخست کیوس (کاووس) که پسر بزرگتر قباد بود، خود را شاه خواند؛ وی هنگامی که برادرش خسرو را مخالف با خود دید به جنگ با او پرداخت و به تیسفون لشکرکشی کرد. کاووس در این جنگ شکست خورد و به دستور برادرش کشته شد. وزیر اعظم، یعنی مهبد، نیز با پادشاهی کیوس مخالفت کرد و اعلام داشت که شاه تنها با رأی بزرگان انتخاب می‌شود. وقتی بزرگان کشور گرد هم آمدند، مهبد وصیت‌نامهٔ قباد را به آن‌ها نشان داد که در آن خسرو به پادشاهی پیشنهاد داده شده بود. اینکه قباد خسرو را به کاووس که پسر ارشد و پیرو دین مزدک بود، ترجیح داد نشان‌دهندهٔ تغییر نگاه و دیدگاه نسبت به دین مزدک بود. بزرگان کشور طی جلسه‌ای خسرو اول را به پادشاهی برگزیدند و خسرو با لقب «انوشیروان» در سال ۵۳۱ میلادی بر تخت پادشاهی نشست. خسرو پیش از خواندن وصیت‌نامهٔ پدرش، برادرانش را کشته بود. بعضی از بزرگان کشور پس از جلسه و در طی توطئه‌ای می‌خواستند دیگر فرزند قباد را که برادر خسرو بود، به پادشاهی برسانند؛ برادر خسرو که جم نام داشت از یک چشم کور بود و نمی‌توانست به پادشاهی برسد ولی خسرو از توطئه بزرگان و شاهزادگان باخبر شد و در اقدامی آن‌ها را سرکوب کرد. پس از رسیدن به سلطنت، خسرو مهبد را هم کشت و خود را از سایهٔ مهبد که به کمک او بر سرکار آمده بود، آزاد کرد. داستان مرگ مهبد با افسانه آمیخته شده‌است؛ می‌گویند خوراکی‌هایی که مهبد برای شاه فرستاده بود با توطئه‌ای زهرآگین شده بود؛ وقتی پسران مهبد با خوردن آن خوراکی‌ها کشته شدند، شاه به این فکر افتاد که مهبد قصد جان او را کرده‌است؛ لذا دستور داد که مهبد و خانواده و آشنایانش را بکشند. ولی به گفتهٔ پروکوپیوس شاه، مهبد را نزد خود فراخواند. در آن لحظه مهبد مشغول آموزش دادن به سپاهیان بود و گفت که به‌زودی به درگاه شاه خواهد رفت؛ چون فرستاده شاه با مهبد دشمنی داشت، گفته‌های او را اینگونه به شاه نرساند. فرستاده چنین گفت که مهبد بهانه آورده‌است و از آمدن به نزد شاه خودداری می‌کند؛ پس از شنیدن این سخنان، خسرو عصبانی شد و پس از چند روز دستور مرگ مهبد را داد. یکی از کارهایی که خسرو پس از رسیدن به تخت پادشاهی انجام داد، آشتی با دولت بیزانس بود که با خالی کردن چند دژ در لازستان عملی شد. پس از آن تلاش کرد که نظم و آرامش را به جامعه برگرداند تا پایگاه‌های روحانیون را که به دست خاندان‌های بزرگ و قدرتمندان افتاده بود، سازماندهی کند.

### علل دشمنی خسرو یکم با مزدک

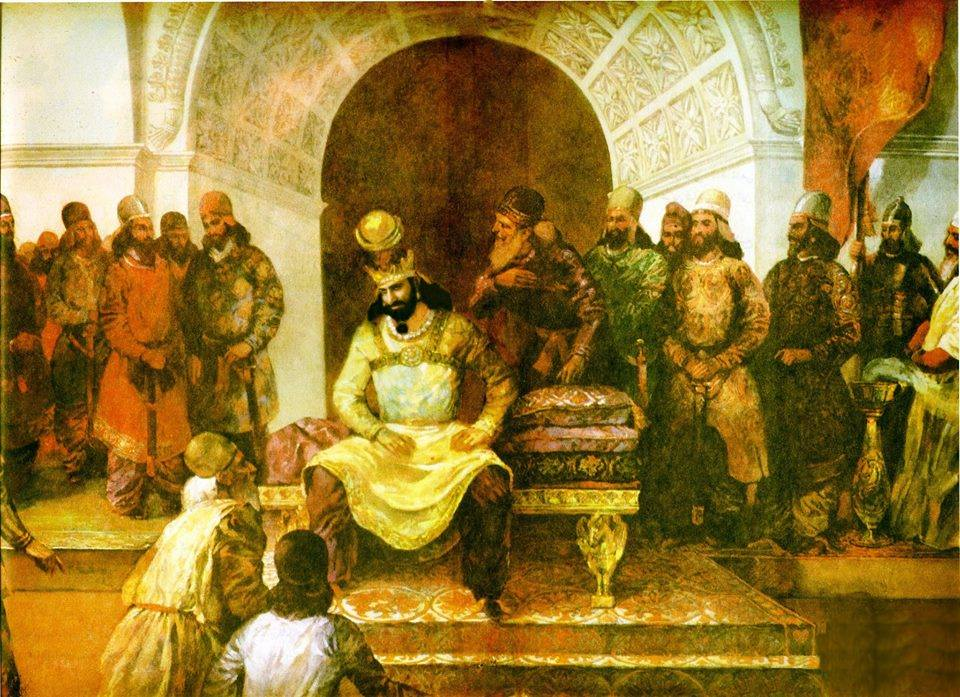
مجلس مناظره زرتشتیان و مزدکیان در دربار خسرو انوشیروان.

از تعالیم مذهبی مزدک، خسرو یکم چنین استناد می‌کرد که مزدک دشمن شاهنشاهی مستقل ایران است و اگر با پیروان خود به سلطه برسند، قدرت شاهنشاهی در سلسهٔ شاهان ایران باقی نمی‌ماند؛ خواجه نظام‌الملک در کتاب سیاست‌نامه با ذکر مناظره‌ای که بین خسرو یکم و مزدک به‌وسیلهٔ یکی از موبدان زرتشتی برگزار شد بیان می‌کند که از آن مذاکره پیداست که خسرو یکم مزدک را دشمن خود می‌پنداشته چراکه خسرو یکم در آن مناظره از مزدک می‌پرسد «تو آمدی تا پادشاهی از خاندان ملوک عجم به فنا ببری؟». ابن الاثیر در خصوص علت دشمنی خسرو یکم با مزدک داستانی را نقل کرده‌است که «روزی مادر او در محضر قباد بود که مزدک وارد شد و او را دید و از قباد خواست که مادر خسرو یکم را به او واگذار کند و قباد درخواست او را قبول کرد ولی خسرو یکم با فریاد و شیون و بوسیدن پای مزدک از او درخواست کرد تا از مادر او بگذرد، ولی این واقعه را در دل خود نگه داشت تا روزی که شاه شد». داستان مادر خسرو یکم را به غیر از ابن الاثیر، ابوالفرج، بیرونی ،ابوالفدا نیز ذکر کردند.

### کشتار مزدکیان و مزدک
پس از گسترش آیین مزدک، خسرو انوشیروان راضی به این نشد که آیین مزدک را قبول کند. در برابر اصرار قباد مبنی بر قبول کردن این آیین در روزی که مزدک صدهزار تن از پیروانش را برای دیدار و نمایش به قباد گردآورده بود، از پدرش مهلت پنج‌ماهه خواست تا موبدان را آماده بحث و مجادله با مزدک کند و اگر مزدک در این مناظره شکست خورد قباد آنان را به او واگذارد تا خسرو هر آنچه می‌خواهد با آن‌ها انجام دهد. در مجلس مناظره‌ای که برگزار شد چند موبد و دو اسقف مسیحی نیز حضور داشتند؛ نام موبدانی که خسرو یکم برای منظره با مزدک دعوت کرده بود، پسر ماهداد، ویه‌شاپور، دادهرمزد، آذرفرنبغ، آذربد، آذرمهر و بخت‌آفرید بود. نام دو اسقف مسیحی حاضر در جلسه گلونازس و بازانس بودند. آنان توانستند با غلبه بر مزدک در مناظره، شاه را قانع کنند که آیین مزدک ناروا است. در این مجلس مناظره که ریاست آن را خسرو یکم برعهده داشت اتهاماتی نظیر «طرفداری از برادری و برابری»، «طرفداری از پدید آمدن رفاه اجتماعی و مخالفت با اختلافات طبقاتی»، «موافقت با پدری واقعی و مخالفت با ابدال»، «مخالفت با احتکار مال و زن» و «نفس تضاد موجود در جامعه» بر مزدک وارد شد. بر اساس گزارش فردوسی، ظاهراً خسرو با توطئه‌ای سه‌هزار تن از مزدکیان را در روز مهرگان در باغی جمع کرد و آنان را مانند درخت بر روی زمین کاشت به‌طوری که سرهای آن‌ها در زیر خاک و پاهایشان در هوا بود و پس از آن مزدک را هم به همان باغ فراخواند و او را از پاهایش به دار آویخت و تیر باران کرد. بنا بر روایت فردوسی، مزدک و مزدکیان در مدائن قتل‌عام شدند. اما بنا بر سیاست‌نامه این واقعه به‌صورت دیگری رخ داد و انوشیروان در یک میهمانی آنان را با وعدهٔ دادن خلعت ناجوانمردانه قتل‌عام کرد. خواجه‌نظام‌الملک تعداد مزدکیان کشته‌شده در آن روز را دوازده‌هزار تن نوشته‌است. پیش از آن آورده‌است که خسرو انوشیروان قبل از آن واقعه پدر خود را به بند کشیده و خود را شاه نامیده بود اما ابن الاثیر تعداد مزدکیان کشته‌شده را صدهزار نفر عنوان کرده‌است. ثعالبی تعداد کشته شدگان را هشتادهزار نفر عنوان کرده‌است. در خصوص محل قتل‌عام مزدکیان، مسعودی و ابن الاثیر و ثعالبی نوشته‌اند، این محل در نزدیکی تیسفون بین رودخانهٔ نهروان و جازر در عراق عرب بوده‌است. همچنین این مورخان معتقدند که خسرو در همان روز لقب انوشیروان را دریافت کرده که در اصل انوشک روان در معنای روان نامُردنی بوده و به مرور زمان انوشیروان شده‌است.

### خسرو یکم پس از جنبش مزدک
اگرچه ظهور مزدک به کاستن قدرت روحانیون و اشراف به نفع قباد کمک کرد، در انتها سبب ناآرامی و اغتشاش در فضای مذهبی کشور شد و این موضوع برای خسرو یکم باعث دردسر شد، چراکه ساسانیان برای همگام کردن عملکرد مذهب و حکومت، تسلط بر مذهب و آموزش‌های مذهبی را ضروری می‌دانستند. یکی دیگر از مشکلات خسرو یکم تعیین سرنوشت زنان و فرزندان متعدد اشرافی بود که در زمان شورش مزدکیان ربوده شده بودند. خسرو یکم زنانی را که دزدیده شده بودند، به چند دسته تقسیم کرد؛ گروه اول زنانی که در هنگام ربوده شدن شوهر نداشتند، ربایندگان این زنان باید آن زن را به عقد شرعی خود درمی‌آوردند و رباینده باید معادل مهر زن یا دو برابر آن را به خانواده زن پرداخت می‌کرد؛ گروه دوم زنانی بودند که در هنگام دزدیده شدن شوهر داشتند، این زنان باید بازگردانده می‌شده و رباینده باید مطابق مهری را که شوهر اصلی برای زن تعیین کرده بود، به زن پرداخت می‌کرد. هر فرزندی که پدرش معلوم نبود باید در همان خانوادهٔ که بود زندگی می‌کرد و حق ارث هم می‌داشت. در زمان خسرو یکم و زمان جمع‌آوری متون زرتشتی و سامان دادن به دین زرتشت و پس از قتل‌عام مزدکیان، مزدک همان نقش اهریمنی اسکندر را در متون مقدس زرتشتی یافت که در حال مغشوش کردن مذهب است.

### ارزیابی نقش خسرو یکم در سرکوب مزدکیان
کشتار مزدک و پیروانش را مورخان و منابع مختلف به دو زمان مختلف نسبت داده‌اند، برخی معتقدند این واقع در اواخر پادشاهی قباد یکم رخ داده و برخی عنوان کرده‌اند این واقع در اوایل پادشاهی خسرو انوشیروان صورت پذیرفته‌است. تقریباً تمامی منابع کار سرکوب مزدک و مزدکیان را به خسرو انوشیروان نسبت داده‌اند. مثلاً طبری نقل کرده‌است: 
| « | خسرو مزدق پسر بامداد و مردمی بسیار از پیروان او را بکشت. | » |

 و ابن مسکویه گفتهٔ طبری را نقل کرده و فقط در نقل قولش نام پدر مزدک را متفاوت با طبری نوشته‌است؛ یا سعید بن البطریق نقل کرده که خسرو سران مزدقیه را از کشور بیرون راند. مسعودی با ذکر شمار کشته‌شدگان نقل کرده که خسرو، مزدک و پیروان او را کشته‌است. بلعمی عنوان کرده که خسرو فرمان داد تا مزدکیان را بکشند.ثعالبی کشتار مزدکیان را با عباراتی غرورآمیز نقل کرده و این واقع را به خسرو یکم نسبت داده‌است.سر جان ملکم و کریستنسن هر یک در کتاب‌های خود کشتار مزدکیان را از کارهای خسرو انوشیروان شمرده‌اند.

## منش مزدک
مورخان او را مردی دانا، دانش‌پژوه و پرهیزکار معرفی کرده‌اند که همیشه لباس ساده می‌پوشید، گفتاری دل‌نشین و صورتی زیبا داشت و منطقی و مدبر بود. نوشته‌اند او هیچ‌گاه ادعای پیامبری نکرد و خود را پیرو بوندوس معرفی می‌کرد. از بین نوشته‌های خشم‌آلود و دشنام‌گونهٔ ثعالبی می‌توان متوجه شد که او به مردم عشق می‌ورزید. او تفسیری جدید و بدیع از دین زرتشت ارائه کرده‌است. خواجه نظام‌الملک در معرفی مزدک نوشته‌است که «... نخستین کسی که اندر جهان مذهب معطه آورد، مردی بود که اندر زمین عجم بیرون آمد او را موبد موبدان گفتند و نام او را مزدک بامدادان ...» و مسعودی مزدک را این‌گونه معرفی کرده‌است که او «اول کسی است که در شریعت زرتشت به تأویل و باطن پرداخت و از ظاهر بگذشت». اقبال لاهوری مزدک را پیغمبر مردم‌گرای ایران باستان معرفی کرده‌است.

## علل شکست جنبش مزدک
پیش از جنبش مزدک، شرایط سخت معیشت، حیات اجتماعی را ناممکن کرده بود. بدین ترتیب این شرایط سخت باعث درگیری و طغیان‌هایی در مناطق مختلف شد که به دلیل دامنهٔ کم و عدم هماهنگی با یکدیگر به‌راحتی سرکوب می‌شدند. اما جنبش مزدک به دلیل دامنه و وسعت گسترده‌ای که یافته بود، در تاریخ قلمرو ساسانی بی‌سابقه بود. موج جنبش در مدت زمان کم سرزمین‌های وسیعی را دربر گرفت و در نتیجه جمعیت انبوهی از مردم را در خود جای داد و همهٔ شرکت‌کنندگان در آن جنبش رؤیای آزادی را در سر می‌پروراندند؛ بسیاری از بزرگان و روستاییان شرکت‌کننده در نهضت در آرزوی بازگشت به زندگی قبیله‌ای گذشتهٔ خود بودند تا از زیر سایهٔ استثمار خارج شوند یا کمتر آن را حس کنند. بلیایف تعلیمات مزدک را منعکس‌کنندهٔ آرزوی کشاورزانی می‌دانست که در دوران پا گرفتن زمین‌داری در معرض اسارت قرار گرفته بودند. شعارهای جنبش از ااعماق وجود هزاران تن از مردمان طبقات پایین جامعه برآمده بود که در سایه نظام استثماری جان به لب رسیده بودند، اما رهبری موفقی که بتواند راه تحقق این شعارها را بشناسد، وجود نداشت. اشراف و روحانیون در ابتدای حرکتِ جنبش ضربات شدیدی خوردند اما شدت این ضربات طوری نبود که نظام به‌وجودآورندهٔ آن را در هم بشکند و ضعیف کند. حرکت جنبش مزدک هدف مشخصی نداشت. مزدک شعارهای اومانیستی و ایدئالیستی می‌داد، و عدم خشونت را تبلیغ می‌کرد، و این یکی از دلایل مهم شکست مزدک بود، چراکه اصلی‌ترین عامل سرکوب جنبش مزدکیان، ارتشی بود که تجربه‌های قابل توجهی در جنگ‌های خارجی و درهم کوبیدن شورش اقوام مختلف قلمرو امپراتوری ساسانی را داشت.

### اتحاد گروه‌های مختلف اجتماعی علیه جنبش مزدکیان
جنبش مزدکیان شکست خورد، چراکه همهٔ گروه‌ها و قشرهای اجتماعی بر ضد آنان با هم متحد شده بودند. در نتیجهٔ اتحاد آنان با اشراف، روحانیون و بزرگان، جنبش مزدک با وجود پیشرفت و دامنه و گستردگی وسیعی که پیدا کرده بود، نتوانست به مقصد و اهداف غایی خود برسد؛ در نتیجه، این جنبش با قتل‌عام مزدکیان خاموش شد. گسترش دامنهٔ جنبش سبب شد که اداره جنبش در همان روزهای نخستین از دست مزدک خارج شود و هر گروه شورشی به خواستهٔ خود عمل کند و حمله و غارت بی‌نقشه و حساب‌نشده عمومیت یابد؛ این حملات بدون سنجش قبلی، به طبقهٔ حاکم فرصت آن را می‌داد تا از تبدیل‌شدن حرکت شورشیان به یک نیروی برانداز جلوگیری کند. این غارت‌ها سبب شد تا بسیار از مردم و قشرهای اجتماعی از جمله بازرگانان، زمیندار، کشاورزان و صنعت‌گران به اتحاد اشراف و روحانیون بر ضد مزدکیان بپیوندند. بازرگانان از آن جهت به این اتحاد ملحق شدند که تجارت تنها در ساخت شهرها و برقراری امنیت رونق پیدا می‌کند و صاحبان صنایع به این علت که فقط در نظام اشرافیت ساسانی برای تولیدات خود بازار مناسبی پیدا می‌کردند، به این اتحاد پیوستند. مزدکیان بعضی از املاک اشراف را تصرف کردند؛ از آن‌جا که بسیاری از آنان با اصول کشاورزی آشنا نبودند، سبب نابودی این املاک می‌شدند؛ در نتیجه بسیاری از زمین‌داران و کشاورزان نیز به این اتحاد پیوستند.

## مزدکیان پس از شکست
قبل از کشته‌شدن مزدک، خسرو انوشیروان و همراهانش طرح قتل‌عام همهٔ پیروان او را می‌ریزند، چراکه می‌اندیشیدند که «مزدک را کشتن آسان است. اکنون تبع او بسیار شده‌است و چون او را بکشیم مزدکیان بگریزند و در جهان پراکنده و مردم را دعوت کنند…». چنانچه گفته شد قتل‌عام مزدکیان با قساوت هرچه تمام‌تر به پایان رسید، اما به‌رغم آرزوی خسرو انوشیروان تعدادی از مزدکیان از مهلکه جان سالم به در بردند و وظیفه حفظ و انتقال آرمان‌های مزدک را برعهده گرفتند. بنا بر روایت جمال‌زاده، «پیروان مزدک یکبار از کوشش در راه اجرا و پیش بردن خیالات و عقاید خود دست برنداشتند…». مزدکیان پس از شکست و کشته‌شدن مزدک به‌طور مخفیانه به فعالیت‌های خود ادامه دادند؛ در واقع پس از کشته‌شدن مزدک، مبارزهٔ مزدکیان از صورت علنی، به صورت مخفیانه و زیرزمینی تبدیل شد؛ آذربایجان و اطراف دینور از مراکز تجمع آنان بود. بلعمی در این باره می‌نویسد پس از آن‌که قباد به زندان افتاد، مزدک نیز دستگیر شد اما با اعتراض پیروانش دستگاه حکومتی ساسانی مجبور شد او را آزاد کند. ابن بلخی می‌نویسد مزدک پس از آزادی به صورت مخفیانه به آذربایجان رفت و توانست پیروان بسیاری در آن‌جا کنار خود جمع کند به‌طوری که کسی نمی‌توانست به او تعرض کند، در قرن‌های اولیهٔ اسلام، آذربایجان از کانون‌های تجمع مزدکیان بود. گفته شده‌است که مزدکیان پس از شکست در ری نیز به فعالیت مخفیانه پرداختند، چراکه ری یکی از مراکز ضد ساسانی بود و نخستین سوءقصدی که به جان انوشیروان شد توسط یکی از اهالی ری که عضو یک شبکهٔ مخفی زیرزمینی بود، رخ داد. قصد این شبکه کشتن شاه بود. بنا بر مطالب سیاست‌نامه همسر مزدک، حمزه دختر فاد بود که پس از کشته‌شدن مزدک و قتل‌عام مزدکیان از مداین فرار کرد و به روستایی در ری رفت و مردم آن‌جا را به مذهب مزدک فراخواند و اهالی ری پس از آن به او لقب خرمدین را دادند. به عقیدهٔ نویسندهٔ مجمل التواریخ و القصص و خواجه نظام‌الملک، مزدکیان پس از اسلام را به همین نام خرمدینان یا خرمیه می‌خوانند.

### فرقه‌های مزدکیان
بنا بر نوشته‌های مسعودی پس از شکست جنبش مزدک و قتل‌عام مزدکیان، عده‌ای از پیروان مزدک در دهکده‌ای در اطراف ری ساکن شدند. نرشخی از وجود مزدکیان در ابتدای قرن ۱۲ میلادی در چندین روستای بخارا خبر داده‌است. بنداری از وجود مزدکیان در مناطقی از اصفهان خبر داده‌است. یاقوت حموی دهکده‌ای را در بین همدان و زنجان در ناحیه «آمر» به نام «گزین» مسکن مزدکیان خوانده‌است. اما آخرین زمانی که از فرقهٔ مزدکیان در منابع تاریخی نامی آورده شده مربوط به زمان ایلخانان است. شهرستانی از تقسیم‌شدن پیروان مزدک به چهار فرقه خبر داده‌است؛ فرقهٔ کوذکیه در ناحیه اهواز واقع در خوزستان، فارس و شهرزور زندگی می‌کردند. فرقه دیگر به نام «ابومسلمیه» که همان «سنبادیه» است و فرقهٔ «ماهانیه» و فرقهٔ سپیدجامگان. عنوان فرقهٔ سپیدجامگان مربوط به رسم این فرقه در پوشیدن لباس سفید رنگ بوده‌است.

## ساختار اندیشه‌های مزدک

### زمینه باورهای مزدک
باورها و اندیشه‌های مزدک متأثر از باورهای مانی و به‌خصوص افکار فلسفی بوندوس بود. در واقع می‌توان گفت آیین مزدک در عمل ترکیبی از دین زرتشتی در دوران ساسانیان، آیین مانوی و آداب و باورهای جوامع روستایی ایران آن زمان بوده‌است. از جمله شعارهای پیروان مانی این بود که «آنکه فقیر است فردا غنی خواهد شد» هر چند مانویان نتوانستند این شعار را در تعالیم خود بیاورند اما مزدکیان این شعار را اساس کار خود قرار دادند. در حدود سال ۳۰۰ م. تغییراتی در دین مانی توسط بوندوس یا زرتشت خورگان صورت گرفت. بوندوس یکی از مبلغان مذهب مانی در روم بود او در اواخر قرن ۳ میلادی مدتی هم در قلمرو ساسانیان به تبلیغ دین مانی پرداخت. او بزرگ‌ترین تغییر را در دین مانی صورت داد چرا که از نظر مانویان در جنگ نور و تاریکی هرگز نور بر تاریکی پیروز نمی‌شود اما بنا بر باورهای بوندوس نور در آخر بر تاریکی پیروز خواهد شد؛ در نتیجه، باید دانست که افکار و باورهای مانی در افکار و باورهای مذهبی پس از او تأثیر گذار بوده‌است. پس نمی‌توان گفت که آیین مزدک در زمان قباد آغاز شده‌است، در حالی که مرحله اول آیین مزدک به سال‌ها قبل بازمی‌گشته‌است، چرا که مزدک دو قرن پس از بوندوس زندگی می‌کرده و تحت تأثیر افکار و اندیشهٔ آن‌ها بوده‌است. در دائرةالمعارف بریتانیکا این‌گونه نوشته شده‌است که: 
| « | ... بوندوس در زمان دیوکلسین می‌زیست و در رم عقائد دوگرائی مانی را تبیلغ می‌کرد این مذهب الحادآمیز در اواخر سدهٔ پنجم میلادی در ایران گسترش پیدا کرد و مزدک این مذهب را به صورت جنبشی انقلابی درآورد و بالاخره این جنبش به همین مزدک بامدادان منسوب شده… | » |

علی اصغر حکمت در کتاب تاریخ ادیان نوشته‌است: 
| « | گویند نخستین کسی که این اصول را ابداع نمود شخصی بوده‌است زرتشت نام فرزند خورگان که مزدک از او نمایندگی می‌کرده ولی شهرت و عظمتش بر استاد افزونی یافت. | » |

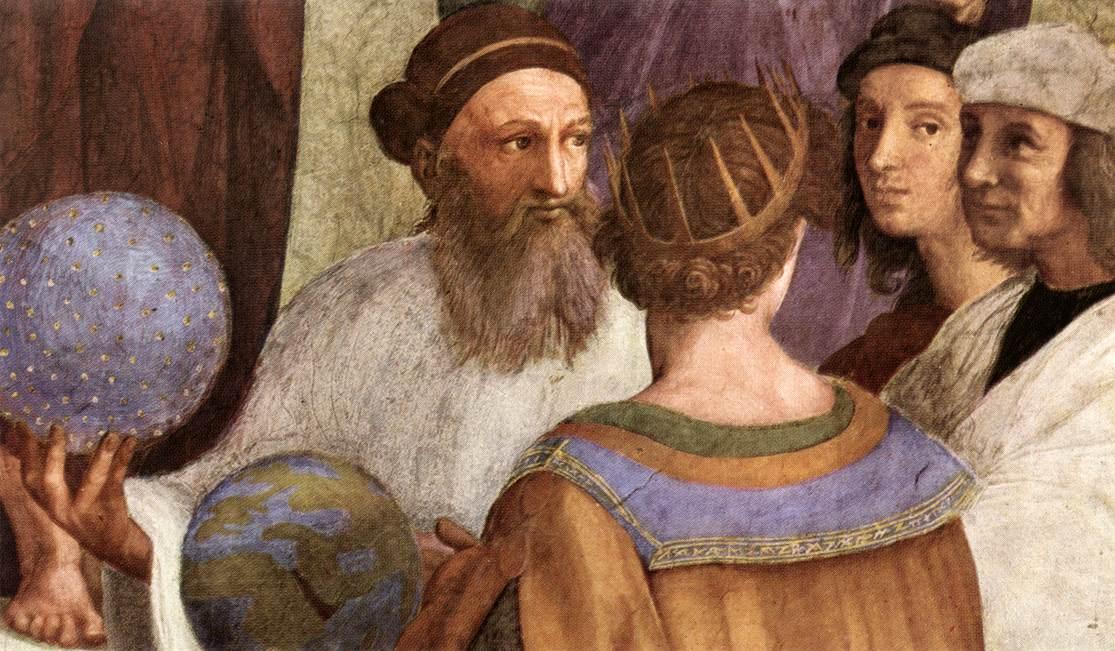
تصویری منسوب به زرتشت دوم (در عقب تصویر) و بطلمیوس در جلو. نقاشی از رافائل، مکتب آتن، پیرامون ۱۵۱۰ میلادی.

بنابراین آیین مزدک همان کیشی است که بوندوس انتشار می‌داد و همان‌طور که گفته شد بوندوس از مانویان از دین برگشته بود. از نوشتهٔ مورخان اسلامی چنین استناد می‌شود که بوندوس فقط شالودهٔ آیین خود را مطرح کرد ولی مزدک این آیین را اجرایی کرد و توانست تودهٔ مردم را با خود همراه کند. ابن ندیم در کتاب الفهرست از دو مزدک یاد کرده‌است و از آنها با عنوان مزدک قدیم و مزدک اخیر نام برده‌است. در واقع مزدک قدیم همان بوندوس و مزدک اخیر همین مزدک بامدادان است. فرقه‌ای که بوندوس تأسیس کرد عنوان درست دینان یا زرتشتگان را داشت. در فاصلهٔ زمانی ظهور مانی تا مزدک توجه به مسائل اجتماعی-سیاسیِ مذهب مانی افزایش یافت و مزدک بنا بر عقیدهٔ هانری ماسه، «بیشتر از مانی به برتری روشنایی عقیده داشت» و آیین مانی را وارد دوران جدیدی کرد. او شعارهای اجتماعی را وارد آیین مانی کرد که موفقیت مزدک در بین توده مردم به علت وجود همین شعارها بود. همچنین مزدکیان از باورهای گنوسی نیز بهره برده بودند؛ بنابراین نمی‌توان آنان را تنها به مانویان منتسب دانست. می‌توان اعتماد داشت که مزدک برای آیین خود کالبد زرتشتی قائل بود و استنباط‌های گنوسی نیز از جهان داشت.

### شباهت و تفاوت باورهای مانی و مزدک
آیین مزدک از بسیاری جهات به آیین مانی شباهت داشت، چنان‌که هر دو به اصل روشنایی و تاریکی معتقد بودند. تنها فرق آیین مزدک با آیین مانی این بود که مزدک بر آن بود اعمال نور در جنگ بر ضد تاریکی ارادی است و کارهای تاریکی غیرارادی است؛ مزدک زندگی را مانند یک ماتریالیست می‌دانست و می‌گفت 
| « | خلاص نور از ظلمت بر حسب اتفاق و بدون قصد و اختیار واقع شده‌است | » |

بنابراین از باورهای فلسفی و دیدگاه‌های مزدک می‌توان پی برد که او پیروزی نور و روشنی را بر ظلمت و تاریکی امری قطعی می‌دانست. در این باره، رینولد نیکلسون بر آن است که مزدک مانند مانی و زرتشت به ثنویت معتقد بود. با این حال، مزدک برخلاف مانی می‌خواست با کمک باورهای مذهبی و دینی به اصلاح امور جامعه بپردازد. منع خون‌ریزی و برخی نکات اخلاقی و اجتماعی آیین مزدک نوعی اخلاق گنوسی-مانوی را نمایش می‌داد.

### اشتراک زنان در آیین مزدک
نظام الملک دربارهٔ باورهای مزدک در خصوص اشتراک زنان نوشته‌است که؛ 
| « | مزدک گفت مال بخشیدنی است میان مردمان که همه بندگان خدای تعالی و فرزندان آدمند… آنکه گفت زنان شما چون مال شماست باید که زنان را چون مال یکدیگر شناسید تا هیچ‌کس از لذات و شهوات دنیا بی نصیب نماند… | » |

 و ،سعید بن البطریق دربارهٔ باورهای مزدک در این باره، نوشته: 
| « | ... هرگاه کسی را اموال، زنان و خدم و متاع زائد باشد، آنچه زائد است بگیریم و آن را با دیگران یکسان کنیم تا کسی را برکسی امتیاز نماند… | » |

، البته باید دانست که مشترک بودن زنان که جزء باورهای مزدک معرفی شده‌است یعنی تقسیم زنان اضافی نه مشترک کردن زنان چرا که اشراف طبق آیین زرتشت نمی‌توانستند بیش از یک زن عقدی داشته باشند بنابراین آنان یک زن را به عقد نکاح درمی‌آوردند و باقی زنان را به عنوان زنان غیرشرعی خود نگه داشتند و مزدک در واقع این روش را منع می‌کرد و می‌گفت که اشخاص می‌توانند با این زنان ازدواج کنند، در واقع عمل او واکنشی بود در مقابل حرمسراهای وسیع اشراف و عملی برای اصلاح ازدواج‌های آشفتهٔ جامعه ساسانی و ایجاد اصلاحاتی در نظام خانوارها. مزدکیان به توارث، مادر تباری اعتقاد داشتند، یعنی معتقد بودند که تبار فرزندان از مادر سرچشمه می‌گیرد و که این عقیده با تعالیم زرتشتی آن دوران در تضاد بود، و برای جامعه و حکومتی که پدرتباری و پدرمیراثی و حفظ خانواده در تبار مذکر امری ضروری بود قبول این عقیده از نظر نامعلوم شدن تبار، و اصل و نسب کودکان وحشتناک به نظر می‌آمد. از نظر پاتریشیا کرون مزدک در پی استحکام بخشیدن به نهاد استوریه بود، یعنی مردی که پسر نداشت می‌توانست همسر خود را به ازدواج مرد دیگر درآورد تا برای او پسری به دنیا بیاورد، در واقع مزدک این رسم را بین طبقات دیگر نیز محقق ساخت، احتمالاً مزدک از مخالفان ازدواج با محارم ــ که در آن زمان رسمی مورد احترام بود ــ بوده‌است، البته نمی‌توان با اطمینان کامل دربارهٔ وجود عقیده ازدواج با محارم در دین زرتشت نظر داد، چرا که دربارهٔ این شیوه ازدواج که با عنوان خویدوده در منابع پهلوی یاد شده در میان پژوهشگران اختلاف نظر وجود دارد.

### باورهای مزدک
جان‌مایه اصلی باورهای مزدک که مبتنی بر دیانت زرتشتی بود، مبارزه با پنج دیو بدی یعنی خشم، کین، رشک، نیازمندی و آزمندی است. گرچه دین زرتشتی عهد مزدک با دین زرتشتی دوران اولیه ساسانیان تفاوت بسیاری داشت، مزدک نیز مانند زرتشت انسان را مکلف به عمل خیر می‌دانست و در شریعت او نیز قتل و ضرر رساندن به دیگران ممنوع بود. ابوریحان بیرونی به قدغن شدن ذبح چهارپایان که از باورهای مزدک بود، اشاره کرده و در منابع زبان پهلوی که از قدیمی‌ترین اسناد دربارهٔ مزدک است به نخوردن گوشت توسط مزدکیان اشاره شده‌است. شهرستانی در کتاب ملل و نحل دربارهٔ باورهای مزدک نوشته‌است 
| « | مزدک مردم را در آب، آتش و چراگاه شریک دانسته… | » |

 مزدکیان معتقد بودند که با کردار نیک و بدون اجرای شعائر ظاهری می‌توان رستگار شد. مزدک دیدگاه جالبی دربارهٔ عناصر داشت و به آب، آتش و خاک توجه بیشتری داشت. از نظر او از ترکیب این‌ها مدبر نیکی و مدبر بدی پدید می‌آید، که مدبر نیکی عناصر را از زشتی‌ها پاک می‌کند و مدبر بدی آنها را آلوده به بدی می‌سازد. مزدکیان راجع به میهمان‌داری هم احکامی داشتند؛ مثلاً از مهمان از هر قومی که بود چیزی را دریغ نمی‌کردند و هر چه را که مهمان میل داشت برای او تهیه می‌کردند. مزدک مخالف کینه‌جویی و جنگ، و طرفدار صلح بود و ظاهراً این اعتقاد یکی از بزرگ‌ترین دلایل شکست مزدک و مزدکیان بود، چراکه هیچگاه نمی‌توان در نبرد طبقاتی بدون خون‌ریزی پیروز شد. او مردم را به زهد و ترک مادیات دعوت و امر به سرکوب «نفس اماره» می‌کرد. به عقیدهٔ مزدک، خدا در عالم بالا بر تختی نشسته‌است، همان‌طور که در روی زمین شاه ایران بر تخت پادشاهی تکیه زده‌است، در برابر خدا چهار نیرو ایستاده‌اند، در برابر شاه ایران نیز چهار نفر از جمله موبد موبدان، هیربد بزرگ، سپهبد و رامشگر ایستاده‌اند. پیام اجتماعی مزدک ایجاد نظام برابر و توزیع ثروت در دوره‌ای بود که بلایای طبیعی همه‌جای ایران را فراگرفته و باعث ایجاد تنش‌های اجتماعی شدیدی شده بود. به‌طور کلی می‌توان باورهای مزدک را به دو قسمت تقسیم کرد: اول، بهبود وضعیت اقتصادی و اجتماعی و بازگرداندن حقوق طبقات پایین جامعه؛ دوم، تعلیمات اخلاقی و هدایت مردم در راستای باورهای مربوط به آن.

### باورهای مشترک مزدک، افلاطون و لوکورک
رینالد ای. نیکسون دربارهٔ مزدک می‌گوید «مزدک خود فیلسوف نبوده بلکه مصلح و مردی مبارز بوده‌است». تعلیماتی که مزدک برای تغییر اساسی در ساختار حکومت ساسانیان به وجود آورد، تحت تأثیر مکتب‌های افلاطون و لوکورک بوده‌است. مزدک از باورهای افلاطون در کتاب جمهوریت برای بیان باورهای خود استفاده فراوانی کرد. وجه اشتراک بین نظریات مزدک و افلاطون تنها در مورد یک جامعهٔ اشتراکی نبوده‌است، بلکه در بیشتر جهات مزدک از مکتب‌های عرفانی و فلسفی افلاطون تأثیر می‌گرفته‌است. افلاطون معتقد بود که علت عدم مساوات در اجتماع‌های انسانی حرص و آز و تجمل‌پرستی آنان است و معنی اشتراکی بودن زنان جفت‌گیری کورکورانه نیست، بلکه بنا بر نوشتهٔ پلوتارک در کتاب حیات مردان نامی به این دلیل است که کلیه روابط جنسی تحت مراقبت دقیق در آید تا این‌که کودکان زیبا و خوب به وجود آید؛ عقیدهٔ مزدک راجع به اشتراک زنان دقیقاً با عقیدهٔ افلاطون با این موضوع مطابقت دارد. تفاوت‌هایی نیز بین باورهای مزدک با افلاطون دیده می‌شود، مثلاً افلاطون ازدواج و آمیزش طبقات پایین با طبقات بالا را منع کرده و حتی معتقد بوده که افراد طبقات پایین کمتر جفت شوند و فقط فرزندان طبقات بالا پرورش یایند، در صورتی که مزدک با اختلاف طبقاتی می‌جنگید و ازدواج، آمیزش طبقات پایین با طبقات بالا را بلامانع می‌دانست. مزدک را پس از افلاطون بزرگ‌ترین متفکر آورندهٔ سیاست جنسی دانسته‌اند، چراکه در آیین وی این نظریه سهم عمده‌ای را به خود اختصاص داده‌است، سیاست جنسی که او ارائه داده و تا قرن‌ها پا بر جا مانده بود، به‌مراتب از نظریات افلاطون کارآمدتر بود. وقتی راجع به اصلاح و تغییر اساسی ساختار جامعه صحبت می‌شود تعالیم اصلاح‌طلبانهٔ لوکورک نمایان می‌شود. در این باره پلوتارک نوشته‌است «دومین عملی که لوکورک انجام داد و از حیث جسارت دست کمی از اولی نداشت و به مراتب دشوارتر می‌نمود تقسیم جدیدی از اراضی بود…» لوکورک اعتقاد داشت برای این‌که از شهرشان فساد، حسد، عیش، عشرت و فقر ریشه‌کن شود، هیج روشی بهتر از این نیست که اهالی هر شهر هرچه که اضافه دارند از جمله زمین، میراث و… را در بین خود به مساوات تقسیم کنند. بدین ترتیب هیچ‌چیز اضافهٔ در بین ساکنان شهرها وجود ندارد جزء در مدح چیزهای پسندیده و نکوهش کارهای ناپسند. آنچه مزدک گفته تفاوتی با گفته‌ها و اندیشه‌های افلاطون و لوکورک نداشته‌است، فقط آنکه افلاطون عقایدش را فیلسوفانه بیان کرد، لوکورک در چارچوب قانون و مزدک در قالب مذهب بیان داشتند.

### پیروان مزدک
مزدک با تحلیل اوضاع اجتماعی زمان خود و تشخیص درست دشواری‌های مردم، توانست در بین تودهٔ عظیم مردم نفوذ کند. پیروان مزدک را محروم‌ترین و ضعیف‌ترین طبقات اجتماعی دوران ساسانیان تشکیل می‌دادند، بنا بر نوشتهٔ بلعمی: 
| « | سخن مزدک، بیکاران و درویشان و جوانان و سپاه و غوغا را خوش آمد و همه او را منابع شدند | » |

 آن‌طور که از منابع موجود می‌توان نتیجه گرفت افرادی از سپاه ساسانیان که عمدهٔ آنها از طبقهٔ روستاییان بودند و مانند برده زندگی می‌کردند نیز به آیین مزدک گرویدند؛ بنا بر نامه تنسر که از زمان خسرو اول باقی مانده‌است، می‌توان پی برد که بیشتر پیروان مزدک افراد بی‌اصل و نسب جامعه بودند که این مسئله به سنت‌های اجتماعی آن روزگار صدمه می‌زد، از نامه تنسر می‌توان پی برد که طبقهٔ اشراف و بزرگان و روحانیون به چه اندازه‌ای از برهم خوردن مراتب اجتماعی ناراحت بودند. کشاورزان که بیشترین پیروان آیین مزدک را تشکیل می‌دادند، با حدود یک ربع قرن فعالیت در روستا توانسته بودند سازمان‌ها و بنیان‌های اجتماعی خود را تشکیل دهند و صاحب املاک زراعی بسیاری بشوند. پیروان مزدک در روستاها به جزء کشاورزان شامل برده‌هایی که بر روی املاک زراعی کار می‌کردند هم می‌شد. نفوذ آیین مزدک در بین دامداران حتی تا سال‌ها پس از مزدک هم باقی مانده بود.

## آثار جنبش مزدک
جنبش مزدک در نهایت شکست خورد، اما شعار مهم این جنبش که همان اشتراک املاک و اموال بود، در ذهن مردم ماندگار شد. تعقیب مزدکیان سازمان منسجم آنها را متلاشی کرد، اما نتوانست از ادامهٔ راهی که مزدک شروع‌کنندهٔ آن بود جلوگیری کند. به‌رغم اینکه جنبش مزدک سال‌ها در معرض شدیدترین تعقیب‌ها قرار گرفته بود، نه بی‌اثر بود و نه به کلی ریشه‌کن شد. قسمتی از اصلاحاتی که انوشیروان پس از سرکوب مزدکیان انجام داد، نتیجهٔ مستقیم جنبش مزدک بود، زیرا در پی شکست هر جنبش اجتماعی، اصلاحاتی توسط فاتح انجام می‌گیرد. خسرو اول به ناچار مجبور به انجام اصلاحاتی شد و تغییراتی در جامعه به‌ویژه در مناطق روستایی پدیدآورد، چراکه تا قبل از آن و در دوران ساسانیان در کشور مقرراتی برای حمایت از کشاورزان وجود نداشت. از جمله اصلاحاتی که می‌توان به آنها اشاره کرد: ۱. کم کردن میزان خراج؛ ۲. نگرفتن مالیات از متوفیان و مزارع آفت زده؛ ۳. دادن حق به کشاورزان برای گفتگو با پادشاه؛ ۴. و همچنین کشاورزان توانستند برای اضافه تولید و حفظ آن برای خود امتیازاتی کسب کنند که مهم‌ترین نتایج مبارزات کشاورزان در تاریخ ساسانیان بود. تغییراتی نیز در حقوق ازدواج مانند حق انتخاب همسر برای کنیزان و باقی زنان به وجود آمد که از آثار جنبش مزدکیان بوده‌است. پس از شکست جنبش مزدک، خسرو یکم ناگزیر دست به انجام اصلاحاتی دربارهٔ حقوق زنان زد، تا آن دوره بنابر روایت داراب هرمزدیار هر مردی قانوناً می‌توانست ۵ زن داشته باشد، اما حرمسراهای اشراف پر از زن بود؛ خسرو انوشیروان پس از جنبش مزدک این قانون را برهم زد و بنا بر نوشته‌های نامه تنسر خود را نیز مشمول آن گردانید: «از زنان برای خویش به یکی اما دو اقتصار کرد». سن کار بین ۲۰ تا ۵۰ سالگی قرار گرفت و افرادی که خارج از این گروه سنی بودند از پرداخت مالیات معاف بودند. همچنین نهضت مزدک موقعیت روحانیون را متزلزل کرد، چراکه پیش از قرن ششم موبد موبدان در فهرست مراتب و مناصب جای اول را داشت، اما پس از اصلاحات نام او پس از نام چند تن از مقامات غیر روحانی قرار گرفت. همچنین وضع خاندان‌های اصیل اشراف نیز متزلزل شد.

### تأثیرات جنبش مزدک بر جنبش‌های پس از خود
چهل سال پس از شکست جنبش مزدک، در بخشی از سپاه خاقان ترک شورشی به رهبری «ابرزی» رخ داد که این شورش آثاری از ایده‌های مزدک را در خود داشت. ابزری حقوق و منافع روستاییان، فقیران و کارگران شهری را بیان کرد، در نتیجه از طرف آنان حمایت شد. شورش آنان سه سال دوام داشت، اما سرانجام به دست خاقان سرکوب شد. یکی دیگر از جنبش‌های که انعکاسی از جنبش مزدک بود و در خارج از مرزهای قلمرو ساسانی رخ داد، شورش خوارزم بود؛ گیرشمن بیان می‌کند «به نظر می‌رسد آیین مزدکی در آغاز قرن هشتم مسیحی موجب عصیان خورزاد برادر شاه خوارزم شده باشد…» سرانجام عصیان مذکور این بود که شاه از اعراب کمک خواست و به فعالیت خورزاد پایان داد. سید حسن تقی‌زاده در کتاب از پرویز تا چنگیز عنوان کرده که تعداد مزدکیان در هنگام ظهور اسلام بسیار بوده‌است و آنان پس گذشت یک قرن از قتل‌عام مزدک و مزدکیان هنوز زخم دلشان تازه بود. جنبش سنباد گبر برای قصاص خون ابومسلم خراسانی نمونهٔ از اتحاد بین مزدکیان و شیعیان بوده‌است. سنباد سعی کرد کلیهٔ مخالفان خلافت عباسی در ایران را با خود همراه سازد و چون خود او زرتشتی بود و می‌خواست زرتشتیان را نیز با خود همراه سازد عنوان کرد که پایان تسلط اعراب بر ایران نزدیک است و تا کعبه ویران نشود نمی‌توان آفتاب را دوباره قبله کرد، اما روشن نیست که موضع رهبران زرتشتی در برابر او چه بوده‌است. او با مزدکیان دربارهٔ قرابت درونی آیینشان با شیعیان سخن گفت و عنوان کرد مزدک شیعه بوده‌است. او با مزدکیان کوهستان و عراق عجم متحد شد و توانست صدهزار تن را با خود همراه کند و با خلیفه عباسی مدتی بجنگد، اما عاقبت در بین همدان و ری شکست خورد. بنا بر نقل قول طبری شصت هزار تن از افراد او در این جنگ کشته شدند. شورش دیگری که ملهم از اندیشه‌های مزدک بود، قیام سپیدجامگان به رهبری المقنع بود. بر پایهٔ روایت ابوریحان بیرونی این شورش چهارده سال طول کشید و المقنع برای پیروان خود احکام مزدک را مقرر کرده بود؛ در واقع احکام او ترکیبی از باورهای مانی با تعالیم مزدک بود؛ المقنع را مانویان سغد و ترکستان و مزدکیان خراسان برای مبارزه علیه عباسیان یاری می‌کردند، اما سرانجام این شورش نیز همانند شورش سنباد سرکوب شد. در سال ۱۶۲ هجری خرمدینان در «جرجان» به رهبری عبدالقهار شورشی بر پا کردند، اما عمر بن علاء آنان را شکست داد. این شورش با نام سرخ علم‌ها مطرح شده‌است. در زمان هارون الرشید، آنها بار دیگر در اطراف اصفهان بنای مبارزهٔ مخفیانه خود را علم کردند، اما این بار هم «عبدالله بن مالک» آنان را سرکوب کرد. در سال ۲۱۸ هجری در زمان خلافت معتصم، بابک خرمدین از آذربایجان خارج شد و مرکز خود را در شهر بذ که بلوکی در بین آذربایجان و اران و در نزدیکی رودخانهٔ ارس بود، قرار داد و از این محل با خلیفه جنگید. از هر سو خرمدینان به او می‌پیوستند؛ بنا به نقل قول نظام‌الملک، علی مزدک رئیس خرمدینان اصفهان نیز به او پیوست و با ۳۵ هزار خرمدینی که از عراق عجم به بابک پیوسته بودند به جنگ با سپاه معتصم عباسی رفتند، اما شکست خوردند و عده‌ای از آنان مجدد به اصفهان بازگشتند. با این حال، بابک دست از جنگ با خلیفه نکشید و سرانجام پس از پنج سال جنگ، بابک شکست خورد. خرم دینان تا حدود سال ۳۰۰ هجری با لشکر مسلمانان در جنگ بودند اما سرانجام به‌طور کامل پراکنده شدند.

### رابطه آرای مزدک با مرام کمونیستی
برخی از مورخان برای مثال نلدکه و گریشمن نهضت مزدک را نهضتی کمونیستی دانسته‌اند. با این حال، برای دانستن اینکه آیا مزدک نخستین کمونیست بوده باید به مقایسه در اندیشه‌های مزدک و مارکس پرداخت. کمونیسم در نظریهٔ کارل مارکس جامعه‌ای است بی‌طبقه با مالکیت واحد همگانی مردم بر وسایل تولید و برابری کامل اجتماعی همهٔ اعضای جامعه. مارکس وعدهٔ پیروزی نهایی را به طبقهٔ کارگر داد که این وعده مارکس یادآور وعدهٔ نهایی پیروزی نور بر ظلمت توسط مزدک است؛ مارکس دو قطب مقابل زمان خود را طبقه بورژوا و پرولتاریا می‌دانست. هرچند، مزدک طبقات نامتوازن اجتماعی را در جامعه خود مطرح کرد، شکاف عمیق بین باورهای مزدک و مارکس زمانی نمایان می‌شود که می‌بینیم مارکس تا جایی پیش می‌رود که خواهان این است که کارگران پس از به دست آوردن قدرت سیاسی باید طبقهٔ حاکم برای خود تشکیل دهند و مالکیت خصوصی لغو شود، در صورتی که مزدک نه تنها به فکر تشکیل یک طبقه مجزا حکومتی در برابر اشراف نبود، بلکه او خواهان نابودی قوانینی بود که فقر و عذاب را برای مردم عادی به همراه آورده بود و با مالکیت خصوصی مشکلی نداشت. بعضی از مورخان عنوان کرده‌اند چون مزدک موضوع اشتراک اموال و زنان را عنوان کرده‌است، پس اندیشه‌های او دارای ابعاد کمونیستی هم بوده‌است، اما مارکس خواهان الغای نهاد خانواده نبود و معتقد بود که ساختارهای غیرنظام‌مند خانوادگی در طبقه بورژوا خود را به شکل فساد و فحشا در طبقه پرولتاریا نمایان می‌کند، و معتقد است خانواده یه معنی بورژوازی آن نیز باید از بین خواهد رفت. اما مزدک در پی استحکام بخشیدن به بنیان خانواده داشت. از نگاه مارکس در مبازره طبقه کارگری دین ریشه‌کن خواهد شد، در حالی که مزدک باورهای خودش را در غالب دین بیان کرد. مارکس برای رسیدن به هدف آرمانی استفاده از هر وسیله را مجاز می‌دانست، و گاهی شیوه‌های رسیدن به اهداف جامعه کمونیستی با خشونت را روا می‌دانست، این در حالی است که مزدک مخالف خون‌ریزی و طرفدار صلح بوده‌است.

## مزدک و مقام موبد موبدان
برخی از مورخان از جمله ابوریحان بیرونی و مسعودی برای معرفی مزدک از عنوان موبد موبدان یعنی بالاترین مقام رسمی دین زرتشت استفاده کرده‌اند، اما اوتاکر کلیما معتقد است که این عنوان نمی‌تواند صحیح باشد و نمی‌توان با اطمینان کامل مزدک را موبد موبدان دانست. او در تحقیقاتش عنوان کرده که تنها موردی که نمی‌تواند ثابت کند این است که مزدک یک موبد بوده‌است یا خیر! نیز معتقد است که نباید هرچه ابوریحان بیرونی گزارش داده را پذیرفت و بر آن است که عنوان موبدان موبد برای مزدک غیر معقول است. ابوریحان بیرونی مزدک را موبد موبدان یا قاضی‌القضات دانسته‌است. شاید گزارش ابوریحان به دو دلیل غلط باشد چرا که موبد موبدان نمی‌تواند قاضی‌القضات باشد یا اگر هم باشد، قاضی‌القضات طبقهٔ موبدان است. باید دانست که قاضی‌القضات یک عنوان دولتی بود، در نتیجه نمی‌توانست مقام موبدی باشد. اما مهم‌ترین نکته که باعث تشکیک در خصوص این ادعا می‌شود، این نکته است که افکار اصلاح‌طلبانه‌ای که مزدک داشته هرگز نمی‌توانسته از میان جامعهٔ محدود موبدان که در کمال دقت تعلیم می‌دیده‌اند، بیرون بیاید. در نتیجه، این افکار در بین نمایندگان عالی‌رتبهٔ طبقه قدرتمند روحانیون جای نداشته‌است. اگر مزدک موبد بوده باشد باید او را در دیوان عالی روحانیون به عنوان یک ملحد محاکمه می‌کردند که در این صورت پادشاه دیگر نمی‌توانست از او حمایت کند. طبری در قسمتی از کتابش ذکر کرده که «موبدان موبد و بزرگان برای برکناری او هم‌سخن شدند.» در نتیجه، بر اساس نقل قول طبری مزدک نمی‌توانسته‌است موبد موبدان باشد. و اینکه اگر مزدک موبد موبدان می‌بود چرا روحانیون زرتشتی از فرمان او سرپیچی می‌کردند؟! در نتیجه شاید ابوریحان و مسعودی و دیگر مورخانی که از عنوان موبد موبدان برای معرفی مزدک استفاده کرده‌اند از منبعی استفاده کرده باشند که بر اساس اطلاعات نادرست بنا شده‌اند. شاید مورخان و نویسندگان این منابع موقعیتی را که مزدک در دربار قباد از آن برخوردار بوده‌است، برابر با نقش مقام مذهبی انگاشته‌اند. شاید باید گزارش ابوریحان را این گونه توجیه کرد که مزدک مشاور اعظم قباد و رهبر فرقه‌ای بوده که خود پادشاه مدتی را به آن فرقه گرویده بوده‌است.

## مزدک در ادبیات
مزدک همواره هدف بی‌اعتنای یا نکوهش شاعران و ادیبان ایرانی قرار داشته‌است. از مزدک به ندرت در ادبیات فارسی یاد شده و در هرجا که از او نامی برده شده مورد بی‌انصافی و نکوهش قرار گرفته‌است، چنان‌که در میان اجتماع شاعران او مظهر ظلم و بیداد معرفی شده‌است.

### مزدک و مزدکیان در شاهنامه

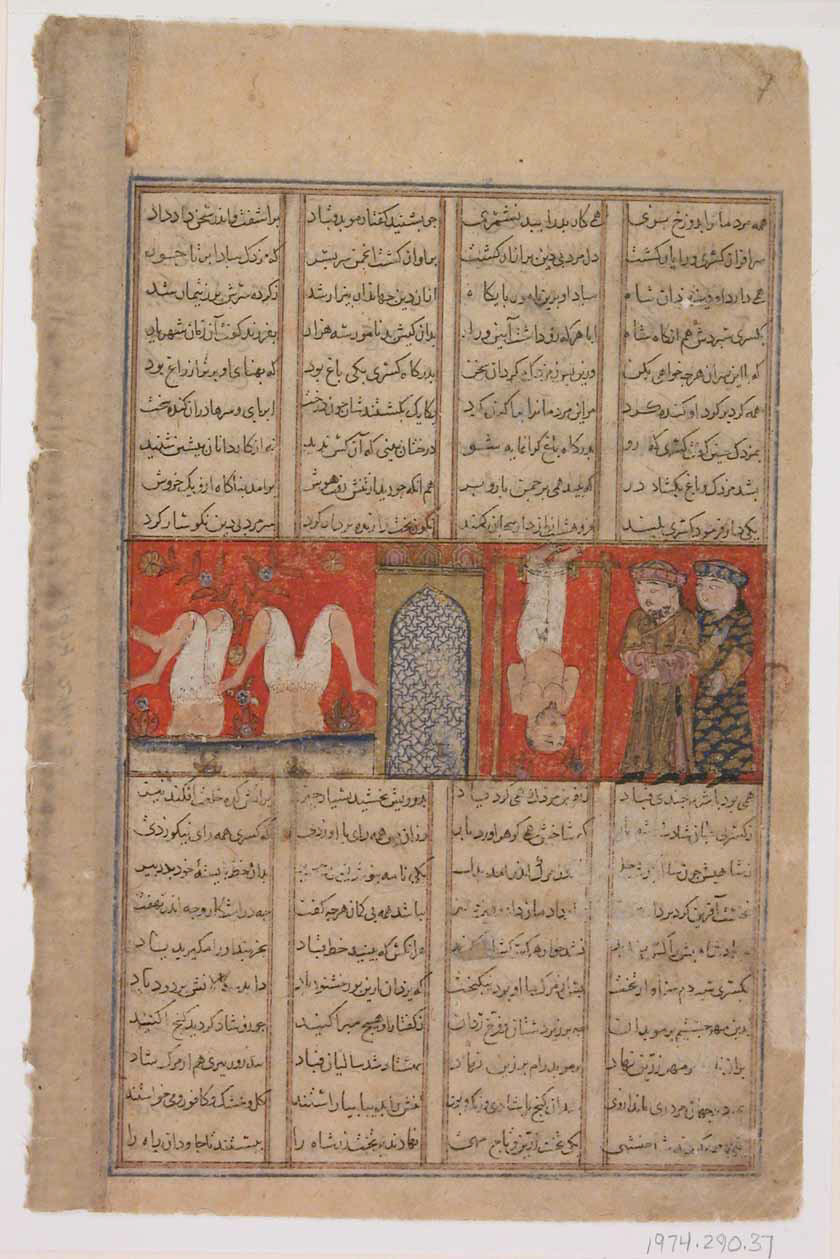
اعدام مزدک، تصویر از یک شاهنامه خطی مصور

گفتار فردوسی دربارهٔ مزدک غالباً با شرح ابن مقفع لفظ به لفظ مطابق است و مخاطب را به این باور می‌رساند که هر دو اصل واحدی داشته‌اند؛ همچنین گفتار فردوسی با گزارشی که در بهمن یشت دربارهٔ مزدک وجود دارد، مطابق است. فردوسی در شاهنامه مطالبی در باب خشکسالی در زمان قباد و خبری که مزدک مبنی بر احتکار غلات توسط اشراف به قباد داده بود، آورده‌است. فردوسی در قسمتی دیگری از شاهنامه به تعالیم مزدک دربارهٔ برابری، عدالت اجتماعی و تقسیم عادلانه ثروت پرداخته‌است. در جای دیگر، فردوسی به محبوبیت مردمی مزدک و وسیع‌شدن قلمرو قیام او اشاره کرده‌است. درخواست قباد از انوشیروان برای قبول آیین مزدک نیز در شاهنامه بیان شده‌است. مجلس مناظره و محاکمه مزدک و تحریک قباد علیه او نیز به‌زیبایی ترسیم شده‌است. فردوسی فرمان قتل‌عام مزدک و مزدکیان را نیز در شاهنامه بیان کرده‌است. نیز صحنهٔ اعدام مزدک در شاهنامه ترسیم شده‌است: داستان اعدام مزدک در شاهنامه به گونه‌ای روایت شده که در منابع دیگر اینگونه نبوده‌است.
| یکی دار فرمود کسری بلند   |  | فروهشت از دارپیچان کمند   |
| نگون‌بخت را زنده بردار کرد |  | سر مرد بی‌دین نگون سار کرد |

داستان مزدک در شاهنامه، هم از نظر ساختار و هم از نظر جزئیات با آنچه در بسیاری از منابع تاریخی پیش و پس از فردوسی آمده، متفاوت است. شاهنامه تنها منبعی است که چگونگی ورود مزدک به دربار قباد را به تفصیل بیان می‌کند، در حالی که منابع تاریخی قبل از شاهنامه در این باره سکوت کرده‌اند. تصویری که فردوسی از مزدک ترسیم کرده‌است، برخلاف سایر منابع تصویری مثبت و خیراندیش و اصلاح‌کنندهٔ جامعه است. فردوسی اصلاحات مذهبی‌ای را که مزدک آورده در حکم آوردن دیانتی تازه قلمداد کرده‌است. برخلاف سایر منابع که دلیل خلع شدن قباد را از پادشاهی قتل سوخرا دانسته‌اند، در شاهنامه، سوخرا را نجات دهنده قباد از زندان نامیده‌است. فردوسی تنها کسی است که پایان کار مزدک و قتل‌عام مزدکیان را به اواخر دوران پادشاهی قباد نسبت داده‌است، حال آن که سایر منابع تاریخی این واقع را به نخستین روزهای پادشاهی خسرو یکم نسبت داده‌اند. فردوسی پس از ستودن باورهای مزدک، در جای دیگر تغییر عقیده داده و او را بددین و مرتد خوانده‌است.

### مزدک در شعر شاعران قرن پنجم
از بین شاعران قرن پنجم هجری قمری، به غیر از ابوالفرج رونی، شاعر دیگری مطلبی دربارهٔ مزدک ننوشته‌است. او امیر خود ابونصر فارسی را خسرو انوشیروان دوران معرفی کرده‌است و دشمنان او را مانند مزدک بیدادگر خوانده‌است.
| تو موسی عهد و کسری وقت |  | خصم تو چون ساخری و مزدک |

### مزدک در شعر شاعران قرن ششم
از بین شاعران قرن ششم خاقانی، سوزنی سمرقندی و اثیر اخسیکتی در شعرهای خود به مزدک اشاره کرده‌اند. هر سه آنان به نکوهش مزدک پرداخته‌اند، چنان‌که سوزنی دوزخ را جایگاه مزدک دانسته، و خاقانی مزدک را مظهر ظلم و بیداد معرفی کرده‌است.

## منبع‌شناسی
بیشتر اطلاعات ما دربارهٔ مزدک و آیین او از نوشته‌های مخالفان وی به دست آمده‌است. این اطلاعات برگرفته از متون پارسی میانهٔ پایان دورهٔ ساسانیان و اوایل اسلام، منابع سریانی، یونانی، و بیزانسی است؛ بنابراین نمی‌توان آن‌ها را بی‌طرف دانست.